# NGC 660

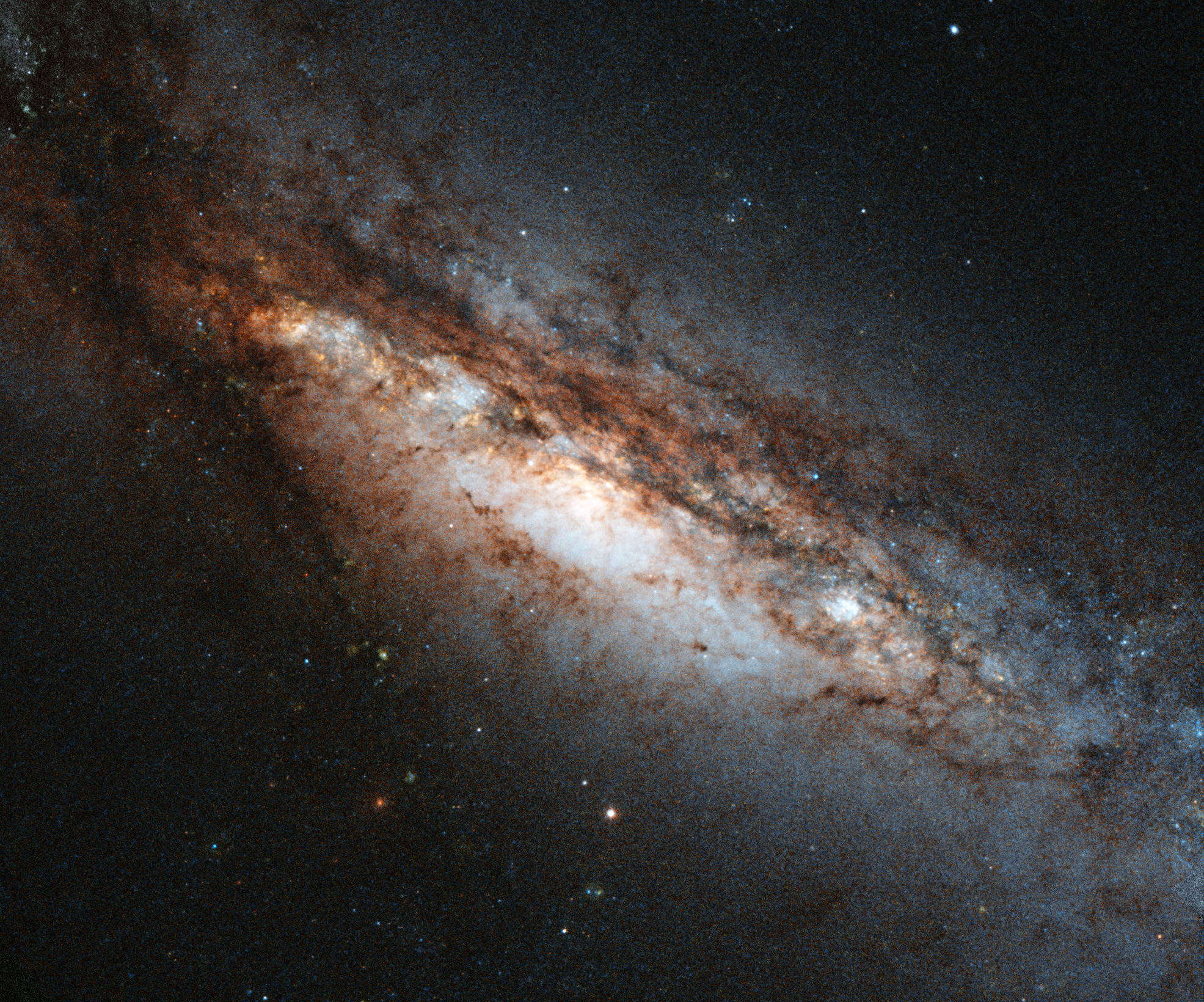
NGC 660

NGC 660位於雙魚座，距離地球4,500萬光年，是一個特殊，也是珍奇的極環星系。它是「晚型透鏡星系」中唯一的宿主星系。它可能是兩個星系在10億年前碰撞所形成的。而且，它可能也是第一個由通過的星系捕獲物質構成盤狀的星系。這些物質可能，經歷時間，成為「環帶狀」旋轉的圓環。 
環事實上並未真正繞極，而是與主要盤面成45度的傾斜角。沿著星系的環有一些極端粉紅色的恆星形成區域，可能是這次碰撞的引力相互作用造成的結果。這個環的直徑約為50,000光年，比盤面本身廣泛得多，而且也比主體的環有更大量的氣體和恆星形成率。極環包含的物件有數百個，其中有許多是紅色和藍色的超巨星，這可能表示恆星的行程非常激烈。環中有許多還在形成的恆星是在700多萬年前創建的，這表明這些恆星形成的過程是漫長的，現在仍在進行中。
觀察暗物質引力對NGC 660的環和盤面旋轉的影養，就可以提供暗物質暈的資料。從盤面的核心有無線電波輻射出來，這些輻射的來源範圍只有21光年的直徑，這可能暗示有一個超級恆星群存在於氣體雲的區域內。
在中心區域有大量的恆形成，所以特別明亮，它被認為是星暴星系。
在2012年晚期，這個極環星系發生了一次幾乎比超新星爆炸明亮10倍的巨大爆發。之後，在星系中心被發現了一個新的無線電波源。原因並不確定，但此事件可能是因為來自星系中心黑洞的巨大噴流。